# Sidney Cotton

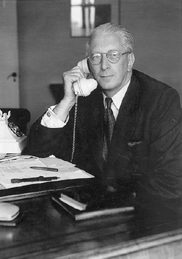
Sidney Cotton (1941)

Frederick Sidney Cotton OBE (* 17. Juni 1894 in Allensleigh, bei Bowen, Queensland in Australien; † 13. Februar 1969 in East Grinstead, Sussex, Großbritannien) war ein australischer  Pilot, Luftfahrtpionier, Spion und Fotograf. Im Ersten Weltkrieg erfand er einen Fliegeranzug, der in einem offenen Cockpit vor Unterkühlung schützte. Er war im Zweiten Weltkrieg maßgeblich an der Entwicklung der militärischen Photogrammetrie der Briten beteiligt.

## Privates Leben
Sidney Cotton war das dritte Kind des Landwirts Alfred John Cotton und seiner Frau Annie Isabel Jane, geborene Bode. Zur Schule ging Sidney Cotton in South Port in Queensland und als er und seine Familie 1910 nach Großbritannien gingen, besuchte er in Cheltenham das dortige College. 1912 kehrte die Familie nach Australien zurück.
Nach seiner schulischen Ausbildung war er ein sogenannter Jackeroo in Cassilis in New South Wales. Ein Jackeroo absolviert eine Ausbildung zu einem landwirtschaftlichen Manager.
Am 16. Oktober 1917 heiratete er in London die 17-jährige Regmor Agnes Joan Morvaren Maclean. Sie hatten einen gemeinsamen Sohn, bevor sie sich 1925 trennten. 1926 heiratete er die 18-jährige Millicent Joan Henry, mit der er eine gemeinsame Tochter hatte. Diese Ehe wurde 1944 geschieden. Am 1. August 1951 heiratete er als 56-Jähriger die 25-jährige Thelma Olive Brooke-Smith, seine frühere Sekretärin.

## Pilot
In der Zeit des Ersten Weltkriegs kam er nach Großbritannien. Dort bekleidete er am 26. November 1915 zeitweise eine Position als Flug-Sub-Lieutenant im Royal Naval Air Service. Nach fünf Alleinflügen patrouillierte er am Ärmelkanal, anschließend war er als Bomberpilot eingesetzt.
Nach dem Ende des Ersten Weltkriegs arbeitete er in einer Fabrik des Vaters in Tasmanien und ging 1919 erneut nach Großbritannien. Im Februar 1920 misslang ihm der Erstflug von Großbritannien nach Australien. Im Juli 1920 stürzte er mit einem Flugzeug in einem britischen Flugrennen ab. Anschließend ging er für drei Jahre nach Neufundland, Kanada. Dort arbeitete er als Frachtpilot und erwarb auch Land.
1927 war er an der Suche nach den französischen Flugpionieren Charles Nungesser und François Coli beteiligt; die auf ihrer Atlantiküberquerung verschollen geblieben waren. 1931 leitete er die Suchoperation nach dem Piloten Augustine Courtauld auf Grönland, die zum Erfolg führte.

## Erfinder und Geschäftsmann
Im Winter 1916–1917 entwickelte er den Sidcot Suit, einen Fliegerpelz, der vor einer Unterkühlung schützte und in der zivilen und militärischen Fliegerei bis in den 1950er Jahren eingesetzt wurde.
In den späten 1920er Jahren machte er Geschäfte mit US-amerikanischen Patentrechten und deren Nutzung in Großbritannien. Seine Investitionen in die Technologie der Farbfotografie des französischen Unternehmens Dufaycolor schlugen fehl.
Cotton war mit Winston Churchill, Ian Fleming und George Eastman bekannt. Er hatte auch Kontakte zu hochrangigen Nationalsozialisten. Sidney Cotton wollte Hermann Göring, den er kannte, vor dem Beginn des Überfalls auf Polen zu Gesprächen nach Großbritannien fliegen. Als Hitler dies untersagte, flog Cotton das letzte Zivilflugzeug aus dem kriegsbereiten Dritten Reich aus.
Für den British Secret Intelligence Service unternahm er im Jahr 1939 Aufklärungsflüge über dem Deutschen Reich und Mittleren Osten, dabei fotografierte er militärische Anlagen. Für die für den Sommer 1940 geplante Operation Pike machte er Bilder sowjetischer Ölfelder. Er verbesserte mit den von ihm entworfenen Gerätschaften die britische Luftaufklärung durch hochauflösende Fotografien. Er wurde beauftragt, britische Flugzeuge, wie die Bomberflugzeuge Bristol Blenheim und später die Jagdflugzeuge Spitfire mit diesen Gerätschaften zur Luftaufklärung auszurüsten. Er wurde zum Leiter der Royal Photographic Development Unit am Flugplatz Heston bei London ernannt. Cotton wurde für seine Leistungen in der Luftaufklärung mit dem Order of the British Empire ausgezeichnet.

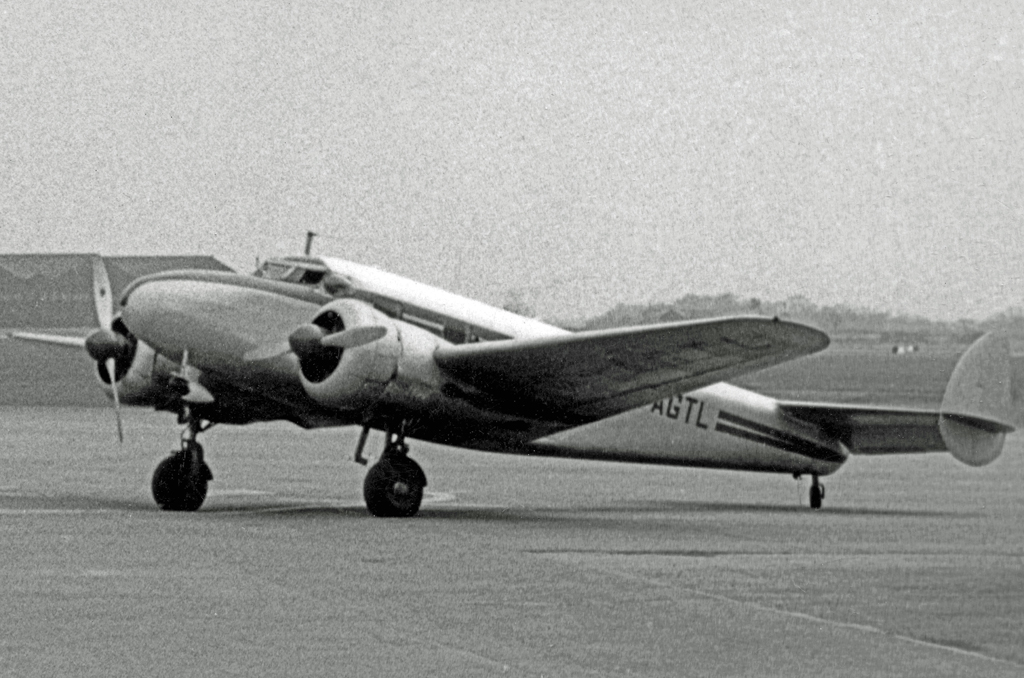
Foto der Lockheed 12A, die Sidney Cotton nach dem Kriegsende nutzte.

Nach dem Ende des Zweiten Weltkriegs widmete er sich seinen privaten wirtschaftlichen Interessen. Er unterhielt einige Flugzeuge des Typs Lancastrian. Im Jahr 1948 baute er eine Fluglinie nach Hyderabad in Indien auf. Im Mittleren Osten versuchte er eine Lizenz zur Erdölförderung zu erwerben.

## Autobiografie
Über sein Leben schrieb er mit gemeinsam dem Coautor Ralph Barker das Buch Aviator Extraordinary: the Sidney Cotton Story, das kurz vor seinem Tod im Jahr 1969 veröffentlicht wurde.